# Annona primigenia
Annona primigenia é uma espécie de magnólia. Foi descrito pela primeira vez por Paul Carpenter Standley e Julian Alfred Steyermark. Annona primigenia pertence ao gênero Annona e à família Annonaceae.
Este tipo de planta pode ser encontrado em:
- México
- Belize

Não há tipos listados como este.